# 老城街道 (遵义市)
老城街道是中国贵州省遵义市红花岗区下辖的一个街道。

## 行政区划
老城街道下辖以下地区：
大兴路社区、红花岗社区、府后山社区、南门社区、纪念馆社区、北门社区和官井社区。